# East Rockingham
East Rockingham – jednostka osadnicza w Stanach Zjednoczonych, w stanie Karolina Północna, w hrabstwie Richmond.